# Danilo Silva
Danilo Aparecido da Silva (Campinas, 24 november 1986) – kortweg Danilo Silva – is een Braziliaans voetballer die bij Dynamo Kiev speelt. Hij kan zowel als rechtsback of als centrale verdediger spelen.

## Clubcarrière
Danilo Silva speelde in 2005 kort voor het Amerikaanse New York Red Bulls. In januari 2006 trok hij transfervrij naar het Braziliaanse Guarani. In 2007 werd de verdediger kortstondig uitgeleend aan São Paulo. In 2008 trok hij naar SC Internacional. Twee jaar later werd Danilo Silva voor een transferbedrag van 4 miljoen euro verkocht aan het Oekraïense Dynamo Kiev. Op 9 juli 2010 debuteerde hij op de eerste speeldag van het seizoen 2010/11 voor zijn nieuwe werkgever in de competitiewedstrijd tegen het inmiddels opgedoekte Obolon Kiev. In 2011 won de Braziliaan de Oekraïense supercup met Dynamo Kiev. In 2014 won hij de beker met de club. Inmiddels speelde de multifunctionele verdediger meer dan 100 competitiewedstrijden voor Dynamo Kiev.

## Erelijst
- Braziliaanse competitie: 2007
- Rio Grande do Sul staatskampioenschap: 2009
- Suruga Bank kampioenschap: 2009
- Oekraïense supercup : 2011
- Oekraïense voetbalbeker: 2013-14